# I Dare You
"I Dare You" é uma canção escrita por Brent Smith, Tony Battaglia e Brad Stewart, gravada pela banda Shinedown.
É o terceiro single do segundo álbum de estúdio lançado em 2005 Us and Them.

## Paradas
| Ano  | Parada                     | Posição |
| ---- | -------------------------- | ------- |
| 2006 | Hot Mainstream Rock Tracks | 2       |
| 2006 | Modern Rock Tracks         | 8       |
| 2006 | Pop 100                    | 78      |
| 2006 | Pop 100 Airplay            | 42      |
| 2006 | Billboard Hot 100          | 88      |
| 2006 | Top 40 Mainstream          | 31      |